# پرامت
پرامت (به آلمانی: Pramet) یک منطقهٔ مسکونی در اتریش است که در ناحیه راید ایم اینکرایس واقع شده‌است. پرامت ۱۳٫۹۵ کیلومتر مربع مساحت دارد ۵۱۲ متر بالاتر از سطح دریا واقع شده‌است.